# Johann Ernst Hähnel
Johann Ernst Hähnel (* 17. April 1697 in Leubsdorf; † vermutlich am 12. Januar 1777 in Wermsdorf) war ein deutscher Orgelbauer, der im 18. Jahrhundert in Sachsen wirkte.

## Leben und Werk
Johann Ernst Hähnel wurde als Sohn des Schulmeisters und Organisten Abraham Hähnel und seiner Ehefrau Anna Rosina geboren und am 20. April 1697 getauft. Nicht bekannt ist, wo er den Orgelbau erlernte. In Sachsen wird er mehrfach als „Ausländer“ bezeichnet. Am 4. Juli 1718 heiratete er die Tochter des Dresdner Hoforgelbauers Andreas Tamitius, Johanna Catharina, in der Marienkirche Pirna. In der Orgelbau-Werkstatt seines Schwagers Johann Gottfried Tamitius war Hähnel länger als ein Jahr (1719/1720) Mitarbeiter. Dem Ehepaar wurde am 31. August 1721 die Tochter Sophia Juliana geboren.
Um 1725 arbeitete Hähnel selbstständig in Meißen und ab etwa 1756 in Hubertusburg. Im Jahr 1741 wurde er zum „Königl. poln. und kurfürstl. sächs. Hof- und Land-Orgelbaumeister“ ernannt. In zweiter Ehe war Hähnel mit der erheblich jüngeren Juliane Dorothea Wintzler (* 23. April 1729) verheiratet, die ihre unehelich geborene Tochter Christiane Juliane Wintzler mit in die Ehe brachte. Die Eheschließung fand am 3. April 1755 in Kaditz statt. Vermutet wird, dass es sich um Hähnels leibliche Tochter handelt. Hähnel hielt sich 1751/1752 in Kaditz auf, da er dort eine Orgel baute. Zudem wurde die Tochter, die am 1. November 1778 in Wermsdorf Hähnels Schüler Johann Georg Friedlieb Zöllner heiratete, als Hähnels eheliche Tochter bezeichnet.
Bis 1765 schuf Hähnel fast 50 Orgelneubauten. Kennzeichnend ist der dreiteilige, manchmal fünfteilige Prospekt in den Formen des Rokoko. An das erhöhte und breite Mittelteil schmiegen sich zwei Pfeifenfelder an, die nicht selten in Voluten auslaufen. Neben Orgeln baute Hähnel auch Klaviere. Sein Bau eines „Cymbal royal“ führte von 1730 bis 1734 zu einem Rechtsstreit mit Gottfried Silbermann. Da das Instrument dem um 1720 von Silbermann erfundenen „Cimbal d’amour“ ähnelte, wähnte dieser einen Nachbau. Von Hähnel stammt das musikalische Innenwerk eines Porzellanglockenspiels, das Johann Joachim Kändler 1736/1737 anfertigte.
Trotz seiner qualitätvollen Orgelbauten, seines Titels und seiner Bedeutung für die Orgellandschaft Sachsen lebte Hähnel zeitlebens in armen Verhältnissen. Sein Schülerkreis wirkte in Nordsachsen und darüber hinaus. Zu seinen Schülern zählen Johann Ephraim Hübner (1713–1781), Ferdinand Weber (1715–1784), Johann Dietrich (1716–1758), Johann Gottfried Träger, Johann Friedrich Ludewig († vor 1769) und Johann Daniel Ranft (1727–1804). Adam Gottfried Oehme und David Schubert waren Hähnels Gesellen. Hähnel wurde am 14. Januar 1777 im 80. Lebensjahr in Wermsdorf beerdigt. Johann Georg Friedlieb Zöllner übernahm nach seinem Tod 1777 die Werkstatt im Jagdschloss.

## Werkliste (Auswahl)
In der fünften Spalte bezeichnet die römische Zahl die Anzahl der Manuale, ein großes „P“ ein selbstständiges Pedal, ein kleines „p“ ein nur angehängtes Pedal. Die arabische Zahl gibt die Anzahl der klingenden Register an. Die letzte Spalte bietet Angaben zum Erhaltungszustand sowie Links mit weiterführender Information. Kursivschreibung zeigt an, dass die Orgel nicht mehr oder nur das historische Gehäuse erhalten ist.
| Jahr      | Ort                             | Kirche                | Bild                       | Manuale | Register | Bemerkungen |
| --------- | ------------------------------- | --------------------- | -------------------------- | ------- | -------- | --- |
| 1719      | Bad Schandau                    | St.-Johannis-Kirche   |                            | II/P    | 27       | Mitarbeit bei Tamitius’ Orgelneubau; nicht erhalten |
| 1723–1724 | Mittelsaida                     | Dorfkirche            |                            | I/P     | 12       | Neubau; weitgehend erhalten |
| 1724–1725 | Steinbach (Bad Lausick)         | Dorfkirche            |                            | II/P    | 14       | Neubau; weitgehend erhalten |
| 1725      | Moritzburg                      | Schloss Moritzburg    |                            |         |          | nicht erhalten |
| 1730      | Ottendorf-Okrilla               | Ev. Kirche            |                            |         |          | 1873 nach Blitzschlag verbrannt |
| 1734–1735 | Meißen                          | St. Afra              |                            |         |          | nicht erhalten |
| 1737      | Brockwitz                       | Kirche Brockwitz      |                            | II/P    | 18       | Neubau; 1906 ersetzt, Gehäuse in umgebauter Form erhalten |
| 1737      | Mühlberg                        | Neustädter Kirche     |                            | I/P     | 11       | Neubau; nicht erhalten |
| 1738      | Friedrichstadt (Dresden)        | Matthäuskirche        |                            | II/P    | 27       | Umbau; 1861 ersetzt |
| 1738–1739 | Röhrsdorf                       | St. Bartholomäus      |                            |         |          | Neubau; nicht erhalten |
| 1740      | Deutschenbora                   | Dorfkirche            | Orgel Kirche Deutschenbora |         |          | Neubau; 1914 Werk durch Hermann Eule ersetzt, Prospekt erhalten →Orgel |
| 1740      | Friedrichswalde bei Pirna       | Dorfkirche            |                            | I/P     | 10       | Orgel vermutlich von Johann Ernst Hähnel: nicht erhalten. 1905 abgebrochen und durch eine Orgel von Gebrüder Jehmlich (Bruno & Emil), Dresden, ersetzt. → Orgel                                  |
| 1740      | Struppen                        | Dorfkirche            |                            | I/P     | 12       | Umbau; 1896 Umbau und 1927 Erweiterung um zweites Manual durch Gebr. Jehmlich; zum großen Teil erhalten                                                                                          |
| 1742–1743 | Bärenstein                      | Stadtkirche           |                            | II/P    | 22       | Neubau; einige Register erhalten |
| 1743      | Schloss Bärenstein              | Schlosskirche         |                            | I       | 8        | Neubau, später nach Zehista umgesetzt, 1959 in die Dorfkirche Thierbach (Bild); 1953 neues Pfeifenwerk von Eule und um ein Pedal erweitert, nur Gehäuse, Windlade und Klaviatur erhalten → Orgel |
| 1744      | Naundorf                        | St. Katharinen        |                            |         |          | Neubau |
| 1745      | Leuben                          | Kirche                |                            |         |          | Neubau |
| 1744–1746 | Oschatz                         | St. Aegidien          |                            | II/P    | 31       | Neubau; nicht erhalten |
| 1748–1749 | Königstein (Sächsische Schweiz) | Marienkirche          |                            |         |          | Neubau; nicht erhalten |
| 1750      | Etzoldshain                     | Ev. Kirche            |                            | I/P     | 9        | 1917 abgebrochen |
| 1750      | Wickershain                     | St. Marien            |                            |         |          | |
| 1751–1753 | Dresden-Kaditz                  | Emmauskirche          |                            | II/P    | 25       | nicht erhalten |
| 1754–1755 | Pausitz                         | Dorfkirche            |                            |         |          | Neubau; Gehäuse erhalten |
| 1756      | Schrebitz                       | Wenzelkirche          |                            |         |          | Neubau; Prospekt erhalten |
| 1756      | Staucha                         | St. Johannis          |                            |         |          | Neubau; nicht erhalten |
| 1756      | Hohenwussen (Naundorf)          | Ev. Kirche            |                            | I/P     | 11       | nicht erhalten |
| 1768      | Pehritzsch                      | Dorfkirche Pehritzsch |                            |         |          | Umbau; 1860 Erweiterung durch Conrad Geißler |
| 1770      | Mehltheuer                      | Kirche                |                            |         |          | Neubau; nicht erhalten |
| 1770–1771 | Krippehna                       | St. Lukas             |                            | I/P     | 14       | 1869 auf II/P/16 erweitert; 2015–2018 Restaurierung in den Zustand von 1771 (I/P/14), Orgelwerkstatt Kristian Wegscheider, Dresden → Orgel                                                       |
| 1773      | Luppa                           | Ev. Kirche            |                            |         |          | Neubau; nicht erhalten |
| 1774      | Mautitz                         | Dorfkirche            |                            |         |          | Neubau; nicht erhalten |
| 1775      | Tragnitz                        | St. Pankratius        |                            |         |          | Neubau; nicht erhalten |
| um 1775   | Merkwitz                        | Dorfkirche            |                            |         |          | Neubau; nicht erhalten |
| 1776      | Liptitz                         | Dorfkirche            |                            |         |          | Neubau; nicht erhalten. → Orgel |

## Varia
- Der oben genannte Autor Ulrich Eichler (1937–2020; Pfarrer) war ein Nachkomme der Orgelbauer Johann Ernst Hähnel und Johann Georg Friedlieb Zöllner. Er fand von der Ahnenforschung zur Orgelforschung.[10]